# Quận Buffalo, Wisconsin
Quận Buffalo một quận thuộc tiểu bang Wisconsin, Hoa Kỳ. Quận lỵ đóng ở Alma6.. Theo điều tra dân số năm 2000 của Cục điều tra dân số Hoa Kỳ năm 2000, quận có dân số 13.804 người.

## Địa lý
Theo Cục điều tra dân số Hoa Kỳ, quận có diện tích 710 dặm vuông Anh (1.838,9 km2), trong đó có 25 dặm vuông Anh (64,7 km2) (3.54%) là diện tích mặt nước.

### Xa lộ
| - U.S. Highway 10 - Highway 54 (Wisconsin) - Highway 35 (Wisconsin) - Highway 88 (Wisconsin) | - Highway 95 (Wisconsin) - Highway 37 (Wisconsin) - Highway 25 (Wisconsin) - Highway 121 (Wisconsin) |

## Thông tin nhân khẩu

Tháp tuổi của quận Buffalo theo điều tra năm 2000.

Theo điều tra dân số [2] năm 2000, đã có 13.804 người, 5.511 hộ gia đình, và 3.780 gia đình sống trong quận hạt. Mật độ dân số là 20 người trên một dặm vuông (8/km ²). Có 6.098 đơn vị nhà ở với mật độ trung bình là 9 trên một dặm vuông (3/km ²). Cơ cấu chủng tộc của quận gồm 98,69% người da trắng, 0,12% da đen hay Mỹ gốc Phi, 0,30% người Mỹ bản xứ, 0,33% châu Á, Thái Bình Dương 0,02%, 0,08% từ các chủng tộc khác, và 0,46% từ hai hoặc nhiều chủng tộc. 0,62% dân số là người Hispanic hay Latino thuộc một chủng tộc nào. 44,3% là của Đức, Na Uy 22,1% và 8,8% gốc Ba Lan theo điều tra dân số năm 2000. 96,9% nói tiếng Anh, tiếng Tây Ban Nha 1,6% và 1,1% của Đức là ngôn ngữ đầu tiên của họ.
Có 5.511 hộ, trong đó 30,80% có trẻ em dưới 18 tuổi sống chung với họ, 58,90% là đôi vợ chồng sống với nhau, 6,20% có một chủ hộ nữ và không có chồng, và 31,40% là các gia đình không. 27,10% hộ gia đình đã được tạo ra từ các cá nhân và 12,60% có người sống một mình 65 tuổi hoặc lớn tuổi hơn là người. Cỡ hộ trung bình là 2,47 và cỡ gia đình trung bình là 3.01.
Trong quận, độ tuổi dân số đã được trải ra với 25,10% dưới độ tuổi 18, 6,90% 18-24, 27,60% 25-44, 23,70% từ 45 đến 64, và 16,80% từ 65 tuổi trở lên đã được những người. Độ tuổi trung bình là 39 năm. Đối với mỗi 100 nữ có 100,70 nam giới. Đối với mỗi 100 nữ 18 tuổi trở lên, đã có 101,40 nam